# Nils Bengtsson (spelman)
Nils Bengtsson, född 1830 i Kärra, Torpa socken, Halland, död 1913, var en svensk spelman och riksspelman. 
Nils Bengtsson föddes på Kärra nr 6 och tillbringade barndomen där innan han med sin mor flyttade till torpet Paradis eller Lillastuen i Ås socken, Halland, från vilket han fick smeknamnet Paradisen eller  Lillastuen. Han kom att lyckas försörja sig som spelman. Under sin ungdom var han ensam spelman i hemtrakterna, men sedan Magdeburgerdragspelen började slå igenom i slutet av 1800-talet blev Nils Bengtsson och hans fiol förpassad till bröllopen i trakten. Runt 1900 sålde han sin fiol till Elias Eliasson i Duveslätt, yngre bror till spelmannen Johan Lindgren i Gunnestorp, där han även antog sig att lära honom spelmanskonsten. Kort därefter blev han uppmärksammad av folkmusikvänner och hembygdsvårdare som en av få kvarvarande folkmusiker, och skaffade sig en ny fiol för att kunna fortsätta spela. Nils Bengtsson deltog på spelmansstämman i Varberg 1906 och på spelmansstämman i Göteborg 1907 där han vann Damernas hederspris. Han fick därefter anställning vid Skansen i Stockholm, där han under ett antal år spelade tillsammans med Karl Stenström. Han avled hastigt i lunginflammation våren 1913.